# Charlotte Gastaut
Charlotte Gastaut est une illustratrice et auteure française née à Marseille le 7 avril 1974.

## Biographie
Diplômée de l’école Penninghen à Paris en 1996, Charlotte Gastaut travaille pour la presse féminine et l'édition jeunesse. Elle illustre notamment des livres pour enfants et, en particulier, des adaptations de contes et de mythologie. Elle publie depuis 1998. Elle a illustré de nombreux titres chez Flammarion, dont plusieurs dans la collection des Classiques du Père Castor, et de nombreux albums dont Poucette ou La Flûte enchantée, mais aussi des romans Castor Poche, comme La Reine des neiges.
Depuis 2010, elle écrit des ouvrages dont elle est aussi l'illustratrice (Le Grand Voyage de Mademoiselle Prudence ou, en 2016, Copain ?).
Elle travaille pour la communication et la publicité, pour les marques Fendi, Cacharel, Diptyque, Van Clef et Arpels, Godiva, Hermès ou  L'Occitane, ainsi que pour les illustrations de jeux d'activité pour le fabricant Djeco. En 2017, elle lance sa propre marque de foulards en soie.

### Vie privée
Charlotte Gastaut a trois enfants.

## Ouvrages

### Auteure et illustratrice
- La Grande Lulusion, Diantre ! éditions, 2010  (ISBN 2356340386)
- Le Grand Voyage de mademoiselle Prudence, Père Castor, 2010  (ISBN 2081226723)
- Copain ?, Albin Michel, 2016  (ISBN 2226325158)
- Les Saisons à colorier, Père Castor, 2018  (ISBN 978-2-08-141512-6)

### Illustratrice
- Françoise Rachmühl, Héroïnes et héros de la mythologie grecque, Père Castor, 2019  (ISBN 2081439638)
- Pierre Coran, Roméo et Juliette, Père Castor, 2019  (ISBN 2081373149)
- Marie Sellier, L'Arbre de Sobo, Père Castor, 2019  (ISBN 2711871142)
- Cécile Benoist, Un arbre, une histoire, Actes Sud Junior  (ISBN 2330111452)
- Pauline Alphen, L'Odalisque et l'Éléphant, Le Livre de poche jeunesse  (ISBN 978-2-01-703809-2)
- Giselle, d'après Théophile Gautier et Jules-Henri Vernoy de Saint-Georges, Amaterra, 2017  (ISBN 2368561471)
- Maxime Rovère, Magicien d'Oz, Milan, 2017  (ISBN 2745965883)
- Charlotte Moundlic, Ça fait du bien de se lever le matin, Albin Michel, 2017  (ISBN 2226392335)
- Charlotte Moundlic, Ça fait du bien une journée sans ma sœur, Albin Michel, 2017  (ISBN 2226392343)
- Michel Piquemal (éd.), Mes premiers poètes, Milan, 2017  (ISBN 978-2-7459-8805-8)
- Philippe Eveno, Gigi reine de la mode (avec 1 CD audio), Actes Sud Junior, 2016  (ISBN 2330069243)
- Hans Christian Andersen, La Reine des neiges, Flammarion Jeunesse, 2016  (ISBN 2081370735)
- Pierre Coran, La Flûte enchantée, Père Castor, 2015  (ISBN 978-2-08-134221-7)
- Claude Fauque et Anne Lascoux, Secrets d'étoffes, Albin Michel, 2015  (ISBN 978-2-226-25784-0)
- Les Cygnes sauvages, Flammarion Jeunesse, 2014 (ISBN 2081307189)
- Vincent Loiseau, Le Maître du monde (avec 1 CD), Benjamin Média, 2014  (ISBN 978-2-912754-8 9-9)
- L'Oiseau de Feu, Amaterra, 2014 (ISBN 978-2-36856-050-1)
- Nadine Mouchet et Valérie Desjardins, Parle-moi d'amour : dès 3 ans, Amaterra, 2014  (ISBN 978-2-36856-029-7)
- Françoise Rachmuhl, Dieux et déesses de la mythologie grecque, Flammarion Jeunesse, 2013  (ISBN 2081272253)
- Rose Celli, Boucle d'Or et les trois ours, Père Castor, 2013  (ISBN 208128684X)
- Anne Royer (ed.), Les princesses : mes 10 plus beaux contes classiques, Lito, 2013  (ISBN 978-2-244-41842-1)
- Béatrice Nicodème, Mais que fait la police ?, Gulf Stream, 2012  (ISBN 2354881614)
- Le Lac des cygnes, Nouvel Angle éditions, 2011  (ISBN 2354501889)
- Landy Andriamboavonjy, Le Voyage de Zadim, Milan, 2011  (ISBN 2745953311)
- Kochka, Peau d'âne, Père Castor, 2011  (ISBN 9782081267022)
- Cendrillon, (avec 1 CD), Père Castor, 2011  (ISBN 978-2-0812-6396-3)
- Kong Ji-hee, Mon amie est une princesse, Chan-ok éditions, 2011  (ISBN 978-2-916899-71-8)
- Hans Christian Andersen, Poucette, Père Castor, 2011  (ISBN 9782081246423)
- Béatrice Fontanel, La Musique brésilienne : Les petits cireurs de chaussures, Gallimard Jeunesse, 2011  (ISBN 978-2-07-063932-8)
- Rosie Morse, Chat fait quoi ?, Hélium, 2010  (ISBN 2358510297)
- Charlotte Moundlic, Ma bonne petite journée à la crèche, Lito, 2010  (ISBN 978-2-2444-0541-4)
- Françoise Rachmuhl, Le Grand Voyage d'Ulysse, Flammarion, 2009  (ISBN 2081210568)
- Les Fées, Magnard Jeunesse, 2009  (ISBN 978-2-210-98975-7)
- Fabienne Morel et Gilles Bizouerne, Les Histoires de Blanche-Neige racontées dans le monde, Syros Jeunesse, 2009  (ISBN 978-2-7485-0868-0)
- Annie Caldirac, Albéna Ivanovitch Lair, Kerwan et le dragon de l'océan, Tourbillon, 2009  (ISBN 978-2-84801-451-7)
- La Princesse au petit pois, Lito, 2009  (ISBN 978-2-244-40578-0)
- Pierre Coran, Le Prince hibou, Gautier-Languereau, 2008  (ISBN 9782013915106)
- Béatrice Fontanel et Titi Robin, La musique des gitans : le petit cheval d'étoiles, Gallimard Jeunesse, 2008  (ISBN 2070620883)
- Mohamed Kacimi (ed.), Christian Heinrich (ill.), Aujourd'hui en Algérie, Gallimard Jeunesse, 2008  (ISBN 2070615723)
- Sylvie Poilevé, Petite Lili dans son grand lit, Père Castor, 2008  (ISBN 2081205211)
- Karine-Marie Amiot, L'Anniversaire, Lito, 2008  (ISBN 978-2-244-36314-1)
- Karine-Marie Amiot, La Baguette magique, Lito, 2008  (ISBN 978-2-244-36311-0)
- Karine-Marie Amiot, Le Bal des fleurs, Lito, 2008  (ISBN 978-2-244-36313-4)
- Christine Pauly, Histoires de sirènes, Lito, 2008  (ISBN 978-2-244-41752-3)
- Karine-Marie Amiot, Princesses des étoiles, Lito, 2008  (ISBN 978-2-244-36312-7)
- Françoise Rachmuhl, Les Douze Travaux d'Hercule, Flammarion, 2007  (ISBN 2081631725)
- Le Petit Sapin, Père Castor, 2007 (ISBN 2081440318)
- Olivier Cohen, La Belle au Bois dormant, Thierry Magnier, 2007  (ISBN 2844205534)
- Christine Palluy, Histoires de danseuses, Lito, 2007  (ISBN 978-2-244-41741-7)
- Michel Piquemal, Dauphins : Princes de la mer, Flammarion, 2006  (ISBN 2081630788)
- Michel Laporte, Contes des mille et une nuits, Père Castor, 2006  (ISBN 2081631741)
- Christine Palluy, Histoires de fées, Lito, 2006  (ISBN 2244417344)
- Patrice Favaro, Aujourd'hui en Inde : Mandita Pondichéry, Gallimard Jeunesse, 2006  (ISBN 2070574458)
- Benoit Thin, La pomme de terre ça roule, Le Goût des mots, 2005  (ISBN 2952349339)
- Philippe Lechermeier, Ce qu'il y avait sur l'image, Thierry Magnier, 2005  (ISBN 2844203841)
- Catherine Ternaux, Pieds nus dans la rue, Flammarion, 2005  (ISBN 2081626926)
- Jacques Cassabois, La Création du monde, Hachette, 2005  (ISBN 201321152X)
- Henri Brunel, Le Moustique : 70 histoires zen pour rire et sourire, J'ai lu, 2005  (ISBN 2290344249)
- 100 contes du monde entier, Flammarion Jeunesse, 2005  (ISBN 9782081626829)
- Christine Féret-Fleury (éd.), Contes d'Indonésie : les aventures du kanchil, Père Castor, 2005  (ISBN 2-08-163095-8)
- Robert Giraud et Albena Ivanovitch, Le Plus Beau des trésors, Père Castor, 2004  (ISBN 2081625334)
- Anne Lanchon, En finir avec vos complexes, La Martinière jeunesse, 2003  (ISBN 2-7324-3036-6)
- Michelle Gastaut et Charlotte Gastaut, Hôtels et maisons d'hôtes de charme en Irlande, Rivages, 2003  (ISBN 2-7436-1044-1)
- Giorda, Les Trois Arbres de la vie, Albin Michel Jeunesse, 2001  (ISBN 2-226-11913-2)
- Nathalie Mouriès, Almanach provençal, Rivages, 2000  (ISBN 978-2862764252)

## Prix et distinctions
- 2018 :  Romics d'Or[2]
- 2019 :  « Mention spéciale » Premio nazionale Nati per Leggere[4] du Salon international du livre (Turin) pour Copain ?

## Quelques expositions
Deux expositions lui ont été consacrées à la galerie Robillard à Paris.